# Roztwór mianowany
Roztwór mianowany – roztwór związku chemicznego o precyzyjnie określonym stężeniu.

## Nastawianie miana roztworu
W celu sporządzenia roztworu, którego miano będzie się nastawiać, odmierza się taką ilość substancji, żeby po jej zmieszaniu z określoną objętością rozpuszczalnika otrzymać stężenie bliskie zakładanemu. Przykładowo, pobiera się  pipetą pewną objętość roztworu o stężeniu większym, niż stężenie, które chce się uzyskać i rozcieńcza się ją w kolbie miarowej. Dokładne stężenie wyznacza się najczęściej poprzez miareczkowanie tak otrzymanym roztworem odważki substancji wzorcowej pierwotnej (np. Na2CO3) rozpuszczonej w wodzie (roztworu wzorcowego pierwotnego) i określa jako nastawianie miana.
Substancja wzorcowa pierwotna (substancja podstawowa), której naważka stanowi podstawę wyznaczenia miana, powinna spełniać szereg warunków:
- musi reagować stechiometrycznie ze składnikiem mianowanego roztworu
- musi to być związek chemiczny o znanym składzie, najlepiej bezwodny
- nie powinien zmieniać swojego składu w trakcie przechowywania
- nie powinien on ulegać zmianom podczas ważenia, m.in. nie może być higroskopijny, nie może wiązać dwutlenku węgla, utleniać się na powietrzu itp.
- powinien charakteryzować się absolutną czystością
- jego otrzymanie, oczyszczanie, przechowywanie w czystej postaci i suszenie nie powinno sprawiać szczególnych trudności
- powinien mieć dużą masę molową, co przyczynia się do zmniejszenia procentowego błędu popełnianego przy ważeniu

Tak przygotowany roztwór mianowany sam może służyć do nastawiania miana roztworów innych związków chemicznych jako roztwór wzorcowy wtórny.

## Przygotowywanie roztworów mianowanych z użyciem fiksanalu
Do kolby miarowej wprowadza się całą zawartość tzw. fiksanalu, czyli małej ampułki ze ściśle określoną masą związku chemicznego. Gotowe fiksanalki z często stosowanymi w analityce związkami chemicznymi są ogólnie dostępne w handlu. Mogą one zawierać substancje stałe bądź roztwory (np. NaOH, HCl) zwłaszcza gdy związki te są higroskopijne lub reagują z dwutlenkiem węgla z powietrza. Do kolby wlewa się rozpuszczalnik do ok. połowy pojemności. Całość miesza się, aż do uzyskania jednorodnego roztworu i dopełnia rozpuszczalnikiem nieco poniżej kreski znajdującej się na szyjce kolby miarowej. Roztwór zostawia się na jakiś czas aby "odstał", po czym dodaje się ostatnią, małą porcję rozpuszczalnika, tak aby uzyskać jego założoną objętość i ponownie miesza. Taka procedura zapobiega niedokładnościom związanym z kontrakcją objętości, która często zachodzi w trakcie procesu rozpuszczania. W ten sposób otrzymuje się roztwory mianowane o z góry zadanym stężeniu.